# Cockpit-in-Court
Il Cockpit-in-Court (detto anche Royal Cockpit) fu un teatro di Londra, posto nei pressi del Palazzo di Whitehall, vicino al St. James's Park, oggi al n.70 di Whitehall, a Westminster.
La struttura originale venne costruita sotto il regno di Enrico VIII d'Inghilterra dopo che questi ebbe acquistò York Palace dal cardinale Thomas Wolsey a nord del Palazzo di Westminster, dopo la caduta in disgrazia dello stesso cardinale nel 1529. Esso faceva parte di una serie di strutture per il divertimento costruite da re Enrico per sé stesso e venne realizzato assieme ad un campo da tennis, un gioco delle bocce e una carriére; l'area su cui insisteva il teatro veniva utilizzata per la lotta dei galli, un gioco molto popolare all'epoca, da cui appunto il nome. Con l'allargamento del palazzo di Whitehall, questo divenne la principale residenzadei Tudor e degli Stuart come re d'Inghilterra, mentre il palazzo di Westminster venne relegato ad un ruolo meramente cerimoniale ed amministrativo.

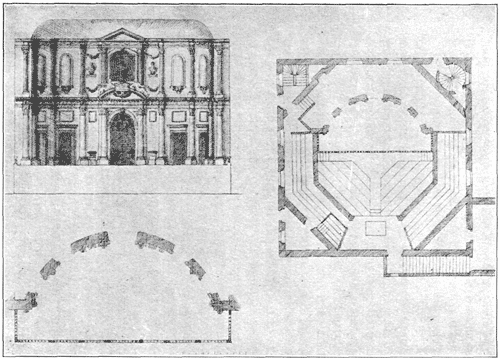
piano di Inigo Jones per il Cockpit-in-Court

Il Cockpit cessò di essere utilizzato per la lotta dei galli in epoca giacobinea e venne utilizzato al contrario come teatro privato per i membri della corte reale. La struttura venne ridisegnata nel 1629 per Carlo I da Inigo Jones in forma di teatro, dopo aver già realizzato il Cockpit Theatre a Drury Lane che venne restaurato completamente dopo che un incendio lo distrusse nel 1617.
Dopo la chiusura del teatro di Londra durante l'interregno inglese, il Cockpit tornò in uso sotto Carlo II e venne restaurato nel 1662. Vennero aggiunti alla struttura nuovi camerini per la presenza sul palco ora anche delle donne; lo spazio venne decorato alle pareti con panno verde, probabilmente all'origine del moderno sinonimo di "green room" per indicare un camerino o area ristoro a teatro. Samuel Pepys riportò nel suo diario di aver preso parte a diverse rappresentazioni in loco.

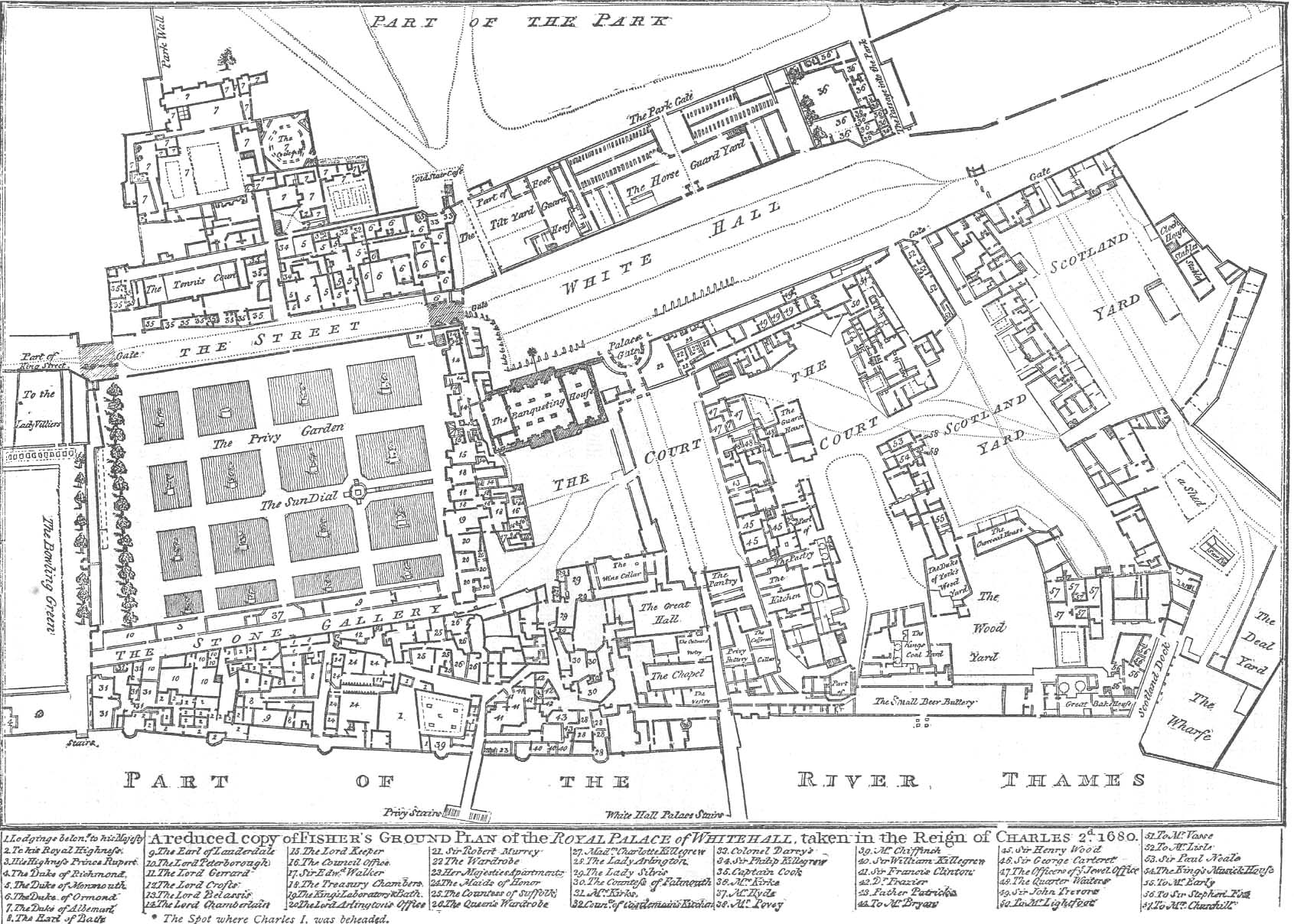
Una mappa retrospettiva del palazzo di Whitehall come si presentava nel 1680, di Fisher. Il Cockpit è la struttura ottagonale costruita in alto a sinistra.

Nel 1680, il teatro venne occupato dal duca di Albemarle nelle sue capacità di Master of the Great Wardrobe, e poi da Ralph Montagu, I duca di Montagu, che gli succedette.
Carlo II assegnò il Cockpit alla principessa Anna, figlia di suo fratello Giacomo, duca di York nel 1683. Anne e la sua migliore amica, Sarah, lady Churchill, vennero qui imprigionate durante la Gloriosa Rivoluzione; entrambi i loro mariti, il principe Giorgio di Danimarca e John Churchill cambiarono la loro alleanza passando da Giacomo II a Guglielmo d'Orange. Sarah ed Anna fuggirono a Nottingham poco dopo. Il palazzo di Whitehall venne quasi completamente distrutto da un rovinoso incendio nel 1698. Oltre alla Banqueting House, l'altra struttura di pregio a sopravvivere del complesso fu il Cockpit. Dopo l'incendio, Guglielmo III trasferì la propria residenza londinese al St James's Palace, ed il sito venne ricostruito per essere utilizzato come uffici di governo e con propositi residenziali e commerciali. Esso ospitò la tesoreria reale i cui uffici collocati altrove erano andati distrutti, rimanendovi sino al 1734 quando venne trasferita in Horse Guards Road.
Nel corso del XVIII secolo, lo stabile venne utilizzato dal ministero degli esteri inglese, sino a nuovo trasferimento dapprima a Cleveland Row e poi a Downing Street. La struttura venne quindi utilizzata dal Privy Council come camera di consiglio, con propositi giudiziari. Continuò ad essere utilizzata dal Privy Council sino alla costruzione di una nuova sede nel 1827.  L'attuale struttura presente sul sito, al n. 70 di Whitehall, è utilizzata dal Cabinet Office. La ricostruzione si è estesa però inglobando altre strutture rispetto a quella originaria.
Non deve essere confuso con Cockpit Steps nei pressi di St James Park.